# 有間神社
有間神社（ありまじんじゃ）は、兵庫県神戸市北区有野町にある神社。式内社で、旧社格は郷社。神紋は「三つ巴」。

## 祭神
- 大巳貴大神（おおなむちのおおかみ）
- 少彦名大神（すくなひこなのおおかみ）
- 天御中主大神（あめのみなかぬしのおおかみ） - 969年（安和元年）配祀。
- 事代主大神（ことしろぬしのおおかみ） - 1935年（昭和10年）に美保神社より配祀。

## 社名
社名の由来は定かでないが、「有間」は「有馬」の古い表記とされる。有野村史によれば、「有」は山を意味し「有間」は山間の開けたところを意味するという。地名としての「有間」が「有馬」という表記になった時期も定かでない。遷座するまで山王谷にあったことから古くは山王宮と称したと伝えられている。

## 歴史
古くは山口庄名来村の山王谷に鎮座していた。創建時期は不明であるが、由緒によれば631年（舒明天皇3年）9月に舒明天皇が有馬温泉に行幸した際に参拝したとされるのが最古の記録であり、それ以前から鎮座していたと考えられている。
715年（霊亀元年）、六甲山からの大出水によって有馬川が氾濫して社殿が流出し、神託により有野庄西尾村に遷座する。社殿が竣工するまで仮殿を設け御神体を奉安した場所には田尾神社が建てられている。また、遷座の際に御旅所となった場所に岡場若宮神社が建てられている。
天正年間に三木合戦が起こると、宮司を務めていた武田氏が三木城主の別所氏と姻戚関係にあったため、社殿が兵火に罹った。
江戸時代には郡内の三田藩主九鬼隆国や当地の領主となった武州岡部藩から寄進を受けた。神仏分離令までは「山王山神宮寺」が隣接し、山王権現と呼ばれていた。神宮寺の跡地は駐車場となっており、境内にあった不動明王像は末社として祀られている。
摂津国有馬郡の総鎮守として信仰を集め、古名の山王宮が「産の緒」に通じることから安産の神として信仰された。御旅所には「子安石」があり、妊婦が子安石に安産を祈願し、出産の後に神前を流れる川で母子の身を清めたと伝わる。さらに、生まれた子供が無事に成長することを神社で祈願したとも伝わっており、子供守護の神社としても崇敬される。
社叢は約2万8000平方メートルあり、ひょうごの森百選に選定されているほか、社叢のうち約7000平方メートルある椎の群生は、兵庫県から環境緑地保全地域に、神戸市から天然記念物にそれぞれ指定されている。

### 年表
- 年代不詳 - 山口庄名来村で創建。
- 631年（舒明天皇3年）9月 - 舒明天皇が行幸。
- 647年（大化3年）10月 - 孝徳天皇が行幸。
- 715年（霊亀元年） - 神託により現在地に遷座。
- 851年（仁寿元年） - 正六位上に叙せられる。
- 852年（仁寿2年）4月 - 朝廷より奉幣奉賽。
- 854年（斉衡元年）12月 - 朝廷より奉幣。
- 859年（貞観元年）2月 - 社殿を修理し、4月に班幣、火鎭祭を行う。
- 869年（貞観11年） - 海賊、風水害、地震などの攘除祈祷を行い班幣。
- 871年（貞観13年）12月 - 天下大疫で修理班幣される。
- 893年（寛平5年）11月 - 位一階を贈られる。
- 927年（延長5年） - 延喜式神名帳完成、記載。
- 969年（安和元年） - 天御中主大神を配祀。
- 1580年（天正8年） - 三木合戦の兵火に罹り社殿を焼失。
- 1622年（元和8年） - 火災で社殿を焼失。
- 1649年（慶安2年） - 武州岡部藩主安部信盛が有野庄の領主となる。以後は領主の祈願所となり、毎年玄米3石を賜る。
- 1736年（元文元年） - 並河誠所が寺社奉行大岡忠相の許可を得て「有馬社」の社号石を建立。（寄進者は第9代将軍徳川家重）
- 1789年（寛政元年） - 火災で社殿を焼失。
- 1796年（寛政8年） - 現在の本殿が完成。
- 1849年（嘉永2年）5月 - 朝廷より柳箱入扇・御紋章入紅灯篭・黒木の鳥居一基が下賜される。
- 1869年（明治2年） - 神仏分離令により神宮寺が廃寺。
- 1872年（明治5年）11月 - 郷社となる。
- 1935年（昭和10年） - 美保神社より事代主大神を配祀。
- 1999年（平成11年）2月24日 - 社叢のうち約7000平方メートルが神戸市の天然記念物に指定される。
- 2011年（平成23年）6月7日 - 社務所が火災で全焼。
- 2012年（平成24年）6月24日 - 社務所を再建。
- 2015年（平成27年）- 遷座1300年を迎える。

## 社殿

### 本殿・拝殿
現在の本殿は1796年に再建されたもので、三間社流造である。かつては本殿と幣殿のみであったが、戦後に鉄筋コンクリート造の拝殿が新設された。
拝殿前にある黒木の鳥居は、元々孝明天皇の大嘗祭で用いられたものを1849年に下賜されたもので、それが朽ちたためコンクリートで再建されたものである。

### 境内末社
- 窪森社（天照大神）
- 猿田彦社（猿田彦大神） - 1900年配祀
- 天神社（菅原道真）
- 八幡社（応神天皇）
- 稲荷社（稲荷大明神（天光岩光大明神・天上清春大明神））
- 武臣社（武臣大神）
- 奧津社（奥津日子神・奧津比売神）
- 国常立尊社（国常立尊）
- 黒尾社（黒尾大神） - 鎮守神
- 不動明王 - 元神宮寺境内仏

## 祭事・年中行事
- 初戎（1月9～11日）
- 厄除祭（1月18日・19日に近い土日）
- 祈年祭（4月23日）
- 夏越大祓（6月30日）
- 例祭（10月第2月曜日）
- 新嘗祭（11月23日）

## 文化財

### 天然記念物（神戸市指定）
- 社叢（うち約7000平方メートル） - 椎の群生。兵庫県環境緑地保全地域。

## 交通アクセス
- 神戸電鉄三田線岡場駅より徒歩10分